# Adonde vayas
Adonde Vayas es el sexto disco de estudio oficial de la cantante argentina Soledad Pastorutti. El álbum marcó una inflexión en la carrera de la cantante ya que agregó nuevos sonidos y tuvo un acercamiento al pop latino. Fue producido por la cantante junto al director musical de su banda: Pablo Santos. Soledad compuso 7 (siete) de las canciones, lo que le abrió las puertas de su carrera como cantautora, junto a su hermana Natalia Pastorutti.

## Lista de canciones
| Adonde vayas |                                             |                                               |          |  |
| N.º          | Título                                      | Escritor(es)                                  | Duración |  |
| 1.           | «Adonde Vayas»                              | Rafa, Reyli; Elefante                         | 4:55     |  |
| 2.           | «Tambores del Sur feat. Natalia Pastorutti» | Marcela Morelo, Rodolfo Lugo y Andrea Alvarez | 3:53     |  |
| 3.           | «Mal de Amores»                             | Soledad Pastorutti y Pablo David Santos       | 4:37     |  |
| 4.           | «Luz de Amor feat. Natalia Pastorutti»      | Roberto Ternán y Peteco Carabajal             | 3:02     |  |
| 5.           | «Mi Verdad»                                 | Soledad Pastorutti                            | 3:49     |  |
| 6.           | «Para mi pueblo argentino»                  | Orlando Vera Cruz                             | 2:36     |  |
| 7.           | «Luces para mi feat. Natalia Pastorutti»    | Soledad Pastorutti y Natalia Pastorutti       | 3:18     |  |
| 8.           | «El Tiempo Pasa»                            | Soledad Pastorutti                            | 3:58     |  |
| 9.           | «Por donde va el amor»                      | Soledad Pastorutti y Pablo David Santos       | 4:01     |  |
| 10.          | «Mi sueño mejor»                            | Gastón Guardia                                | 3:11     |  |
| 11.          | «Si tu no estás»                            | Jeremías Audoglio y Soledad Pastorutti        | 3:48     |  |
| 12.          | «Todo el mundo tiene algo que decir»        | Soledad Pastorutti                            | 3:55     |  |
| 13.          | «Zamba de usted feat. Natalia Pastorutti»   | Félix Luna y Ariel Ramírez                    | 4:12     |  |